# 財宝船
財宝船（ざいほうせん）は、カリブ海のスペイン領で産出した金をスペイン本国へ運ぶ任務の船。主にガレオン船などの大型帆船でかつ重装備船である。時に無敵艦隊などが護衛に付いた。当時のカリブ海では海賊などが多く、国王や総督などが私掠許可書を発行し、他の国の船を襲わせていたりした。特にポートロイヤルが有名である。